# روابط ایران و ژاپن
روابط ایران و ژاپن (به ژاپنی: 日本とイランの関係) گذشته از سوابق تاریخی، با بستن یک قرارداد دوستی در سال ۱۳۰۸ (خورشیدی) به صورت رسمی برقرار شد.
در ژوئن ۲۰۱۹، شینزو آبه نخست‌وزیر وقت ژاپن تحت عنوان نخستین سفر نخست‌وزیر این کشور پس از انقلاب ۱۳۵۷ به ایران، به تهران سفر کرد.

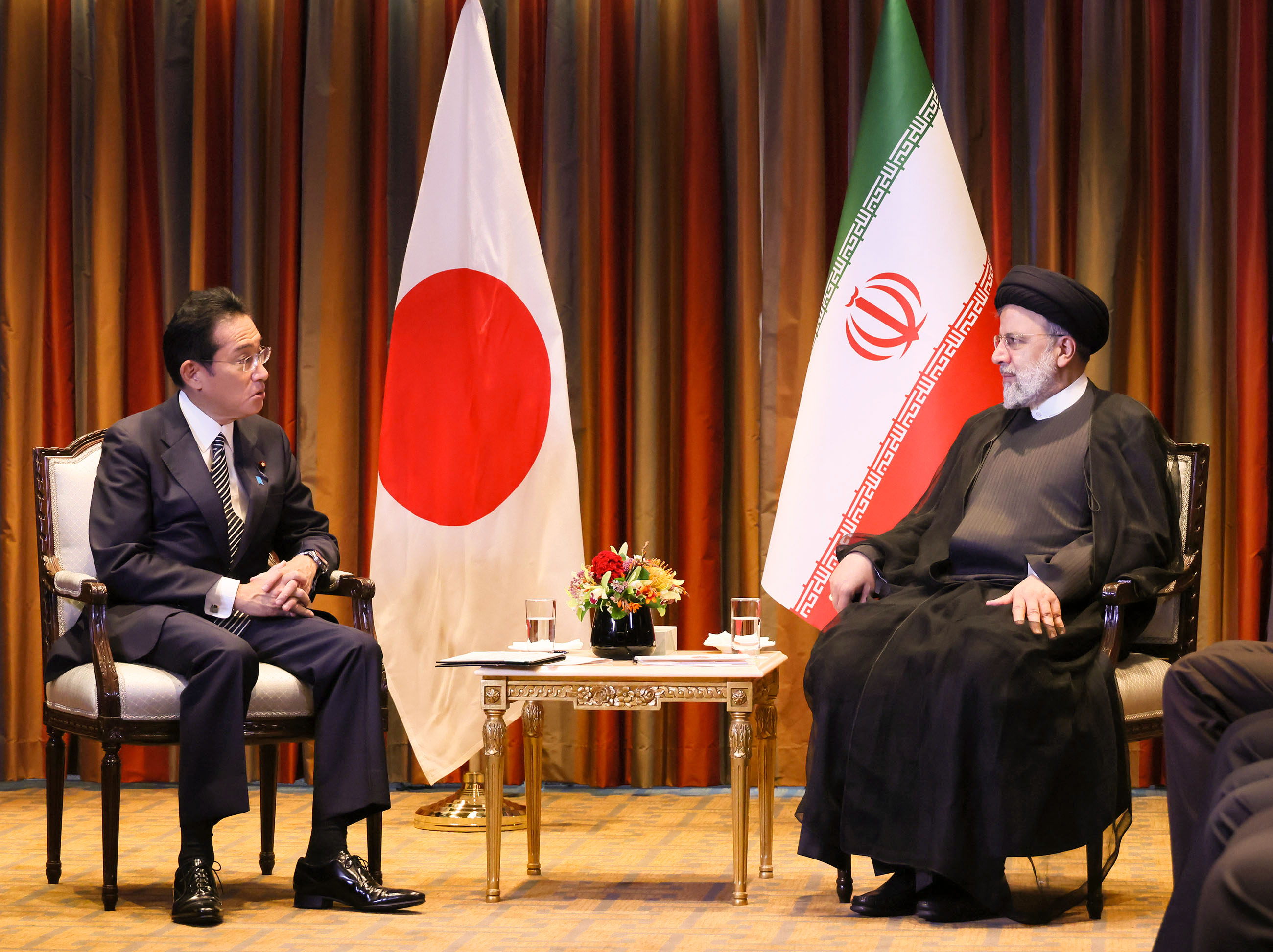
رئیس‌جمهور، ابراهیم رئیسی در دیدار با فومیو کیشیدا، نخست‌وزیر ژاپن (۳۰ شهریور ۱۴۰۱) در مجمع عمومی سازمان ملل متحد

## جهان باستان

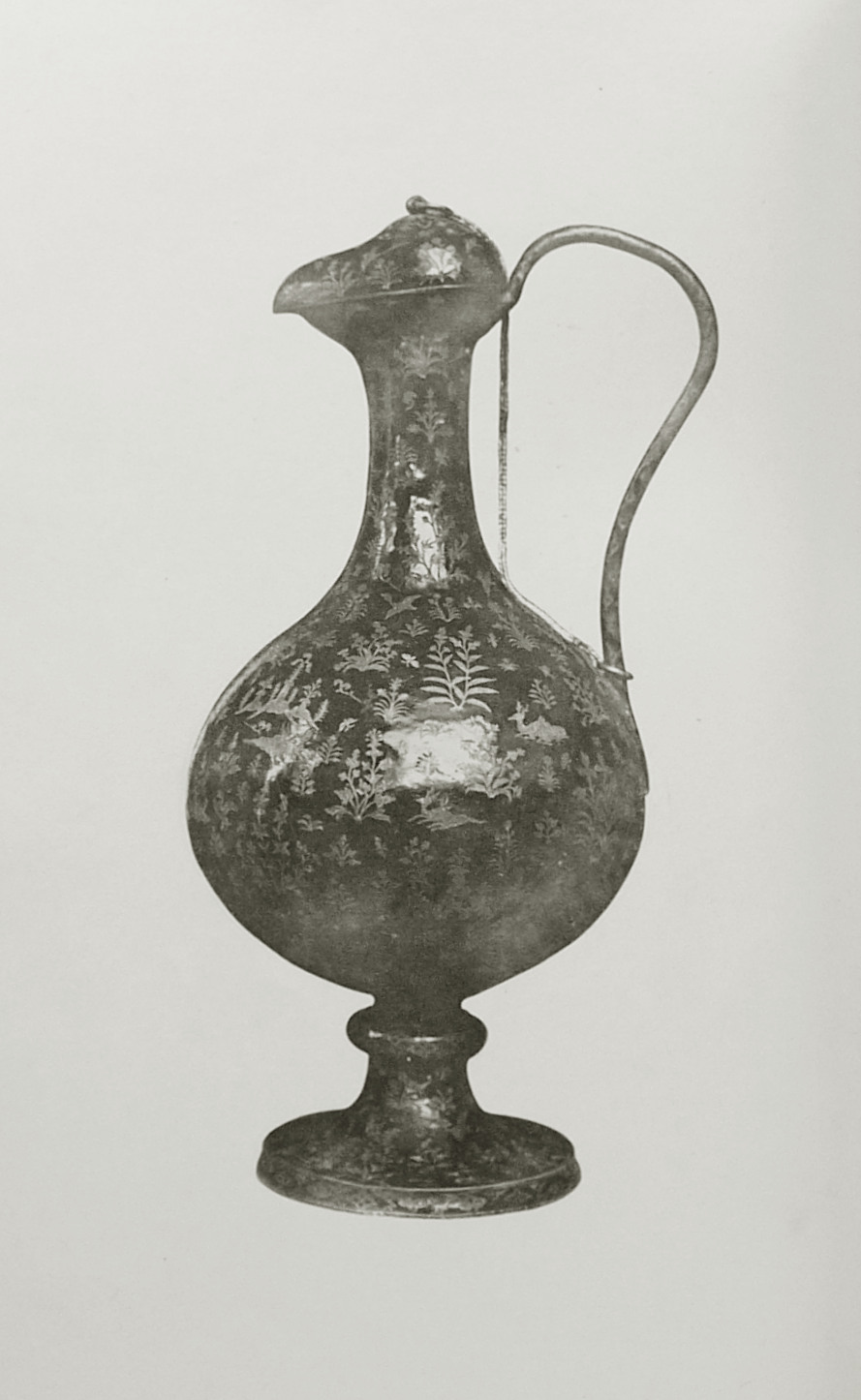
پارچ لاکی شوسواین

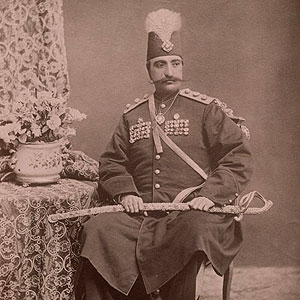
ناصرالدین شاه قاجار (1831–1897)(موزه ملی گرجستان)

در یک سده گذشته شماری از بزرگان ایران‌شناسی و محققان تاریخ ژاپن از مناسبات دیرین تمدنی و فرهنگی میان ایران زمین و کشور آفتاب سخن گفته و دلایل تاریخی، باستان‌شناسی و زبان‌شناسی در اثبات نظرشان پیش نهاده‌اند، تا آنجا که پژوهندگانی با استناد به راهبردهای علمی، ایرانی‌تبار بودن بسیاری از ناموران هنر ژاپن در روزگار باستان را مطرح ساخته و بنیاد امپراتوری ژاپن را نیز بر ساخته شهزادگان ایرانی دانسته‌اند. این بحث وبررسی‌ها به خصوص در دهه‌های ۱۳۹۶ و ۱۹۷۰ به اوج رسید. کشورهای شرق آسیا در دوران باستان، تحت تأثیر فرهنگ ایرانی بودند و به مانند کره و چین، ژاپن نیز از فرهنگ ایران تأثیر پذیرفته است. در دهه ۱۹۶۰ (میلادی)، تکه چوبی - پیش از ورود کاغذ به ژاپن، آن‌ها از چوب برای نوشتن استفاده می‌کردند - در ژاپن پیدا شد که بر روی آن نام چند دیپلمات ایرانی نوشته شده بود. همچنین تعداد زیادی سکه ایرانی از زمان خسرو پرویز در ژاپن پیدا شده است که نشان از روابط تجاری این دو کشور دارد. ایرانیانی که در دوره تنپیو در دوره نارا از ژاپن دیدن کردند در کتاب تاریخ چوکوزن «زوکو نیهونکی» شرح داده شده است. در سال ۷۳۶ (تنپیو ۸)، نایو، معاون فرستاده به چین، با سه چینی و یک پارسی به ژاپن بازگشت و با امپراتور شومو دیدار داشت. این زمانی بود که در ژاپن، در دوره مربوط به اواخر دولت چهار فرزندان فوجیوارا. این ایرانی که با نام چینی لی جین هی ضبط شده است، به او رتبه ای اعطا شده است اما محل کار او مشخص نیست. در سال ۲۰۱۶، مشخص شد که یک مسئول دانشگاه (در زمان ۷۶۵) به نام هاشی نو کیومیچی در این مدرسه کار می‌کرده است با رمزگشایی از الواح چوبی حفاری شده از ویرانه‌های کاخ هیجو مشخص شد که نام هاشی (هاشی) نامی است به معنای پارس ممکن است که با آن افراد چینی و پارسی لی میتسو مرتبط باشد.

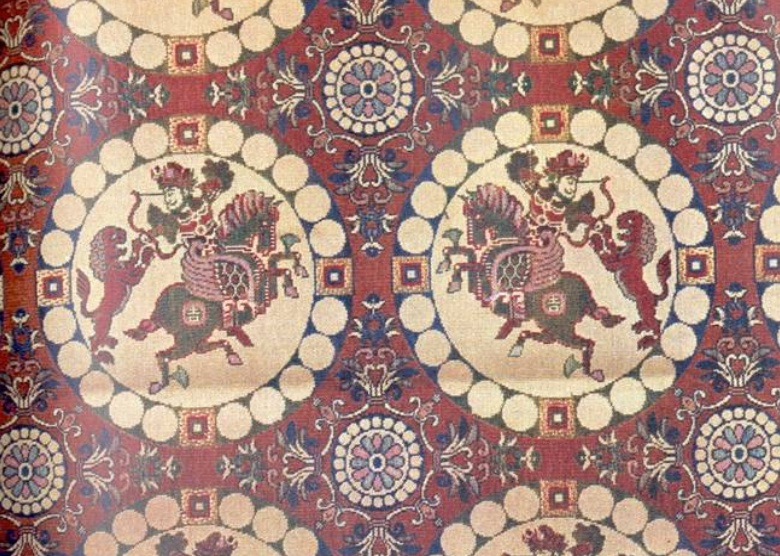
ابریشم پیدا شده در ژاپن به تقلید از هنر ایرانی نشان دادن یک سوار درحال شکار مرسوم‌ترین طرح در هنر شاهنشاهی ساسانی است

تأثیر ایران بر ژاپن در سده ۶ (میلادی) و آغاز سده ۷ (میلادی) به اوج خود رسید. در این دوران، ابریشم ایرانی در جهان بسیار پرطرفدار بود و مهم‌ترین تأثیر ایران بر ژاپن در این دوره نیز به تجارت ابریشم باز می‌شود. ابریشم پیدا شده از سده ۸ (میلادی) در ژاپن، نشان می‌دهد که تأثیر فرهنگی ایران بر این کشور تا دستکم یک سده پس از سقوط ایران به دست مسلمانان، زنده مانده است.

### ایرانیان در نیهون شوکی
در نیهون شوکی (در سال ۷۲۰ تألیف آن پایان یافته) آمده است که در زمان حکمرانی امپراتریس کوگیوکو (امپراتریس سایمی) در روز سوم از ماه هفتم سال ۶۵۷ میلادی (۳۶ هجری شمسی) چند مرد و زن از راه دریا با کشتی به کیوشو جزیرهٔ جنوب غربی ژاپن رسیدند سپس در روز پانزدهم ماه هفتم در معبد بودایی آسوکا انگاره‌ای بودایی ساخته شد و پیش از آن اوبون (جشن) «اُورابون» را جشن گرفتند. در نیهون شوکی آمده است که یکی از این افراد به نام گنزو هاشی داچیا که رهبر این گروه راه گم کردگان دریا بود، زنش «شائه» یا «سائه» را به گروگان در ژاپن سپرد و خود و همراهانش بازگشتند. جزء «هاشی» در نام «گنزو هاشی داچیا» را در سدهٔ هفتم میلادی، ایرانیان «پارسیگ» تلفظ می‌کردند که به معنای ایرانی است.

### در شوکو نیهونگی
لی میتسو ای که با هاشی نو کیومیچی شخصی یکسان در نظر گرفته می‌شود. از مقام‌های دولتی در دوره نارا بود که در دفتر شیکیبو-شو (وزارت تشریفات) در دانشگاه دایگاکو-ریو کار می‌کرد. گمان می‌رود که او پارسی بوده است. شوکو نیهونگی جلد ۱۲، گزارش می‌دهد که در سال ۷۳۶، «سه چینی و یک ایرانی» با امپراتور شومو دیدار و گفتگو داشتند که نام شخص ایرانی لی میتسو ای ذکر شده است.

## پیشینه روابط سیاسی

### دودمان قاجار
ناصرالدین‌شاه قاجار در دومین سفر خود به اروپا در ۱۲۵۷ (خورشیدی)، ۱۸۷۸ (میلادی) در سن پترزبورگ با انوموتو تاکه‌آکی، سفیر ژاپن دیدار و درخواست برقراری روابط دیپلماتیک را مطرح کرد. او می‌خواست با گسترش روابط دیپلماتیک با کشورهای مختلف از نفوذ سیاسی و اقتصادی امپراتوری روسیه و امپراتوری بریتانیا بر ایران بکاهد.
اما دید ژاپنی‌ها این بود که کشورهای اسلامی از پیشرفت در علم و فناوری عقب مانده‌اند و کمک چندانی به پیشرفت کشورشان ندارند اما می‌توانند برای کالاهای ژاپنی بازار خوبی باشند؛ بنابراین وزارت امور خارجه ژاپن در آوریل ۱۸۸۰ به یوشیدا ماساهارو (که دیپلماتی جوان و تحصیل کرده بود) مأموریت داد به ایران و امپراتوری عثمانی سفر کند و راه‌های برقراری رابطه بازرگانی با این دو کشور اسلامی را بررسی کند. در تابستان ۱۲۵۹ (خورشیدی)-۱۸۸۰ (میلادی)، او به همراه ستاد ارتش ژاپن و پنج بازرگان با یک کشتی جنگی تندرو در ۴۵ روز از ژاپن به بوشهر رسید. او و هیئت همراهش ۴۵ روز دیگر را برای رسیدن به تهران سپری کردند و سر راه خود از شیراز و اصفهان هم دیدن کردند. برگردان آن‌ها، یک هندی آشنا به زبان فارسی بود. ناصرالدین شاه هیئت دیپلماتیک ژاپن را در ۶ مهر ۱۲۵۹–۲۷ سپتامبر ۱۸۸۰ به حضور پذیرفت. اسناد وزارت امور خارجه ژاپن نشان می‌دهند که دیدار ناصرالدین شاه با نمایندگان ژاپن، بیش از حد انتظار، طول کشید.
یوشیدا ماساهارو شش ماه در ایران اقامت داشت و پس از امضای یک توافقنامه تجاری با راهی عثمانی شد. او در این مدت از با آداب و وضعیت زندگی مردم ایران آشنا شد. او نوشت: «جاده‌های ایران ناهموار و خراب‌اند، راهزنان بر جاده‌ها تسلط دارند، از امنیت خبری نیست، کاروان‌سراها وضعیت مناسبی ندارند، حکومت به ساخت کشور و رفاه مردم بی‌توجه است، دولتمردان فاسد اند، دولت از مردم مالیات‌های کلان و ظالمانه می‌گیرد، آب سالم کمیاب است، و ارتش بی‌نظم و ضعیف است. او نتیجه گرفت که خرابی و ناامنی جاده‌ها تجارت با ایران را مشکل و پرخطر می‌کند. از نکته‌های مثبت ایرانیان، او به مهمان‌نوازی، شکوه اصفهان و زیبایی کاخ شاه اشاره کرد. ماساهارو پس از بازگشت از ایران، سفرنامه خود را منتشر کرد. نوبویوشی فوروکاوا که سروان نظامی همراه یوشیدا ماساهارو بود نیز گزارش مشابهی از وضع ایران نوشته‌است».
با اینکه ایران از دید پیشرفت علمی برای ژاپنی‌ها اهمیتی نیافت اما ایران از دید دیگری برای ژاپن مهم شد. هم‌مرز بودن ایران با مرزهای جنوبی امپراتوری روسیه باعث شد در سال‌های پس از سفر یوشیدا به ایران، جاسوس‌های ژاپنی به ایران بروند. نمونه آن، سرهنگ یاسوماسا بود که در ۱۸۹۶ (میلادی) به ایران سفر کرد تا از وضعیت امپراتوری روسیه اطلاعات بدست بیاورد. جاسوسان ژاپنی همچنین دربارهٔ کشت تریاک در ایران و صدور آن به چین هم تحقیق می‌کردند؛ زیرا ژاپن در پی گسترش نفوذ خود در این کشور بود.

### دودمان پهلوی

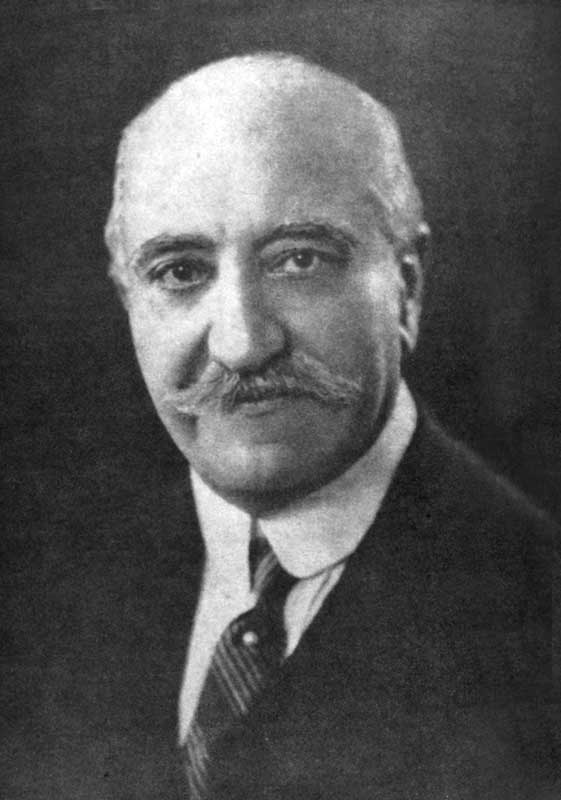
هوهانس ماسحیان نخستین سفیر ایران در ژاپن

پس از به سلطنت رسیدن رضاشاه، دولت ژاپن در سال ۱۳۰۵، نمایندگی بازرگانی در تهران افتتاح و به برقراری روابط سیاسی با ایران ابراز تمایل کرد که با استقبال ایران روبرو شد. در فروردین ۱۳۰۸ دو کشور پیمان‌نامه‌ای امضا کردند که حدود و اساس روابطشان را مشخص می‌کرد و با بستن «عهدنامه مودت» در اردیبهشت ۱۳۰۹ (مه ۱۹۳۰ میلادی) رابطه رسمی دیپلماتیک میان دو کشور برقرار شد. دولت ایران، هوهانس خان ماسحیان (مساعدالسلطنه) را به عنوان نخستین وزیر مختار در هفدهم تیر ۱۳۰۹ به ژاپن فرستاد و سفارت ایران در ژاپن گشایش یافت.

### جنگ جهانی دوم
در ۲۵ مهر ۱۳۱۸ (هفدهم اکتبر ۱۹۳۹) و آغاز جنگ جهانی دوم در شرایطی که ژاپن متحد آلمان نازی بود، ایران و ژاپن با یکدیگر «پیمان دوستی» بستند. این پیمان که میان شوایشی ناکایاما، وزیر مختار ژاپن در تهران و مظفر اعلم (سردار انتصار)، وزیر امور خارجه ایران امضا شد، در ماده اول خود اعلام می‌کرد: «صلح خلل‌ناپذیر و دوستی حقیقی دائمی بین کشور شاهنشاهی ایران و امپراتوری ژاپن و همچنین بین اتباع‌شان برقرار خواهد بود».
در پی اشغال ایران، در سال ۱۳۲۱ وزیر مختار (سفیر) ایران از توکیو فراخوانده شد و روابط دیپلماتیک با ژاپن که متحد آلمان نازی بود، قطع شد. با فشاری که نیروهای متفقین بر دولت ایران آوردند، ایران مجبور شد در نهم اسفند ۱۳۲۳، رسماً به ژاپن اعلان جنگ کند؛ البته خصومت و تضاد منافع بین دو کشور وجود نداشت و عملاً به دلیل فاصله جغرافیایی و اینکه نیروهای ژاپنی هیچگاه به منطقه خلیج فارس حتی نزدیک هم نشدند، جنگی میان دو کشور رخ نداد.
در ماجرای قطع رابطهٔ ایران و ژاپن، دولت بریتانیا و سفارت آن کشور در تهران، نقش اصلی را برعهده داشت؛ بریتانیا اطمینان داشت که فعالیت سفارت دشمن در تهران، تهدیدی برای این کشور خواهد بود. ایران با استناد به معاهده بین دو دولت، بر تداوم رابطه تأکید می‌کرد اما بریتانیا ادامهٔ حضور ژاپنی‌ها در تهران را مخل نظم و امنیت منطقه و متفقین می‌دانست. توان دولت مرکزی ایران کمتر از آن بود که بتواند در برابر تهدیدات و جوسازی‌های بریتانیا دوام بیاورد. علی سهیلی، وزیر امور خارجه ایران روز ۲۳ فروردین ماه اعلام کرد که ژاپنی‌ها باید ظرف یک هفته ایران را ترک کنند. هر چند این تصمیم در مجلس مخالفانی داشت اما دولت برای رهایی از فشار متفقین، چاره را در قطع رابطه با ژاپن یافت. ایران اشغال‌شده که در جبهه متفقین قرار گرفته بود، بهمن ۱۳۲۳ (فوریه ۱۹۴۵)، علیه ژاپن اعلان جنگ کرد. شش ماه بعد در پی حمله اتمی آمریکا به هیروشیما و ناگاساکی، ژاپن تسلیم شد ولی روابط سیاسی میان ایران و ژاپن تا سال ۱۳۳۲ برقرار نشد.
پس از شکست ژاپن در جنگ جهانی دوم، ایران نیز همانند بسیاری از کشورهایی که با ژاپن در حال جنگ بودند در کنفرانس صلح سانفرانسیسکو شرکت و عهدنامه صلح با ژاپن را در هشتم سپتامبر ۱۹۵۱ (شانزدهم شهریور ۱۳۳۰) امضاء کرد و سفارتخانه‌های دو کشور در تهران و توکیو در دهم آبان همان سال، پس از نه سال بازگشایی شد. در هنگام جنبش ملی شدن صنعت نفت ایران که بریتانیا و آمریکا خرید نفت ایران را تحریم کرده‌بودند، ژاپن تنها کشوری بود که اقدام به فرستادن کشتی به ایران برای خرید نفت کرد. این پیشینه خوب در ذهن ایرانیان همچنان مانده‌است.

## پس از انقلاب
با پیروزی انقلاب ۱۳۵۷ ایران، ژاپن با اعزام نمایندهٔ ویژه، علاقه‌مندی خود را در زمینه گسترش روابط مجدداً اعلام داشت و در سال‌های گذشته روابط دوستانه و توسعه آن در دستور کار دو کشور بوده‌است.

## دولت حسن روحانی
در تاریخ ۱۸ شهریور ۱۳۹۲، حسن روحانی با ماساهیکو کومورا فرستاده نخست‌وزیر ژاپن دیدار کرد. موضوع این گفتگو بیشتر تأکید بر حل و فصل امور هسته‌ای در چارچوب مقررات بین‌المللی، استقبال ایران از سرمایه‌گذاری ژاپن در صنایع ایران به ویژه در نفت و گاز، تأکید بر عدم دخالت خارجی به ویژه اقدام نظامی برخلاف مقررات بین‌المللی در دیگر کشورها بود. حسن روحانی روابط ایران با ژاپن را به عنوان یک کشور مهم آسیایی و دوست، مهم ارزیابی کرد و گفت: «جمهوری اسلامی ایران مطمئن است که ژاپن به عنوان یک کشور بزرگ صنعتی و قدرتمند در آسیا نخواهد گذاشت که کشورهای ثالث در روابط تهران – توکیو خدشه‌ای وارد کنند».

### سفر شینزو آبه به ایران

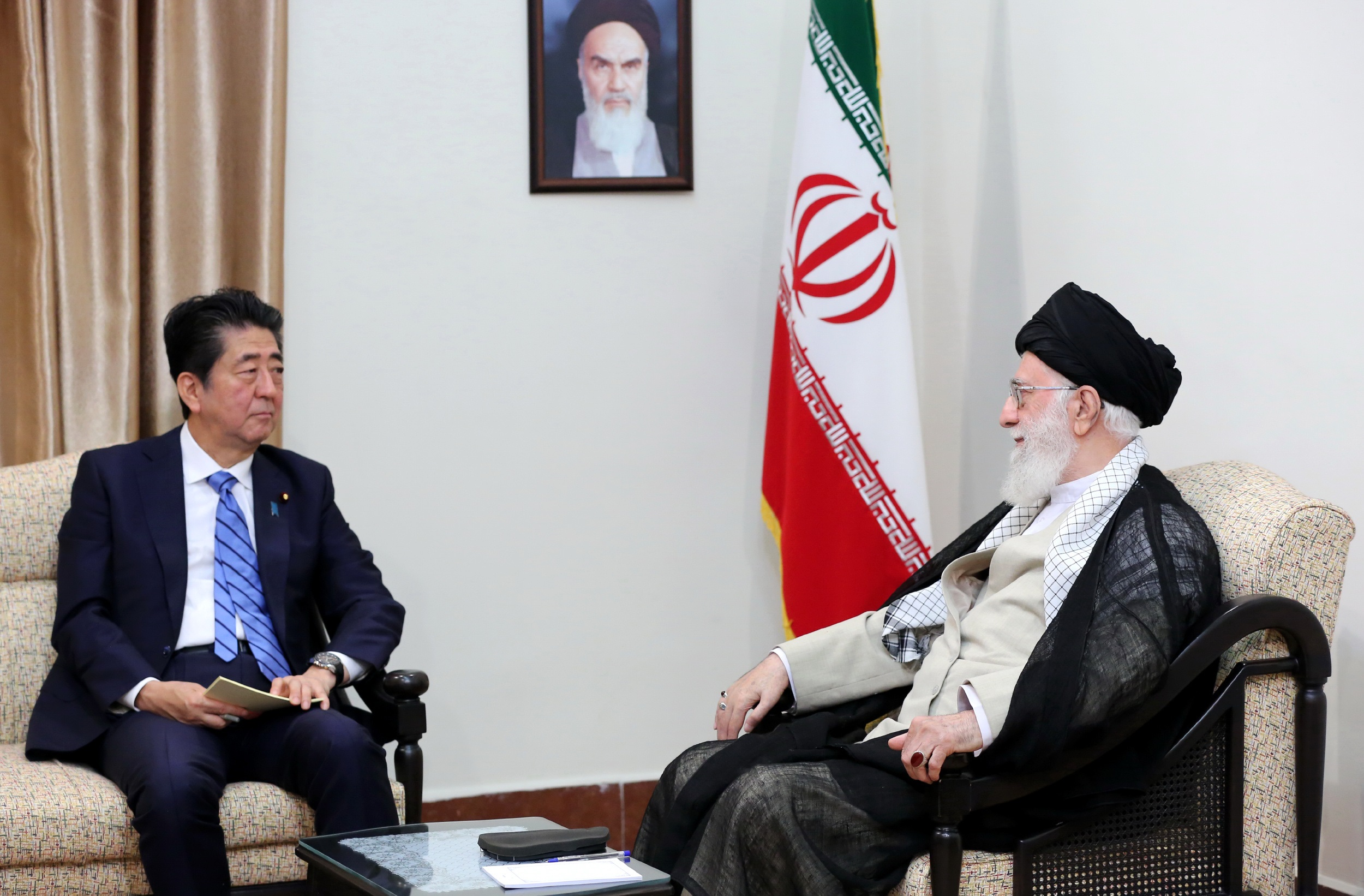
دیدار آبه با سید علی خامنه‌ای

سفر شینزو آبه به ایران در خرداد ۱۳۹۸ (ژوئن ۲۰۱۹)، نخستین سفر نخست‌وزیر ژاپن به ایران پس از انقلاب بود. البته او پیش از آن، در سال ۱۹۸۲ (میلادی)، به عنوان دستیار اجرایی وزیر امور خارجه ژاپن (پدرش) نیز به تهران رفته بود. در روز سه شنبه ۲۱ خرداد، یک مقام رسمی دولت ژاپن در نشست خبری ضمن تشریح این سفر هدف شینزو آبه از آن را کاهش تنش‌ها و تعمیق روابط دوستانه میان ایران و ژاپن اعلام کرد و گفت که قصدی برای میانجی‌گری میان آمریکا و ایران در میان نیست و همچنین ژاپن حامل پیامی ویژه از سوی آمریکا برای ایران نیست. با این حال برخی از چهره‌ها و رسانه‌های دولتی و اصلاح‌طلب از چند هفته پیش از سفر، تلاش نمودند سفر آبه به ایران را تحت عنوان «میانجی‌گری» و «حامل پیام آمریکا» جلوه دهند.

## روابط اقتصادی

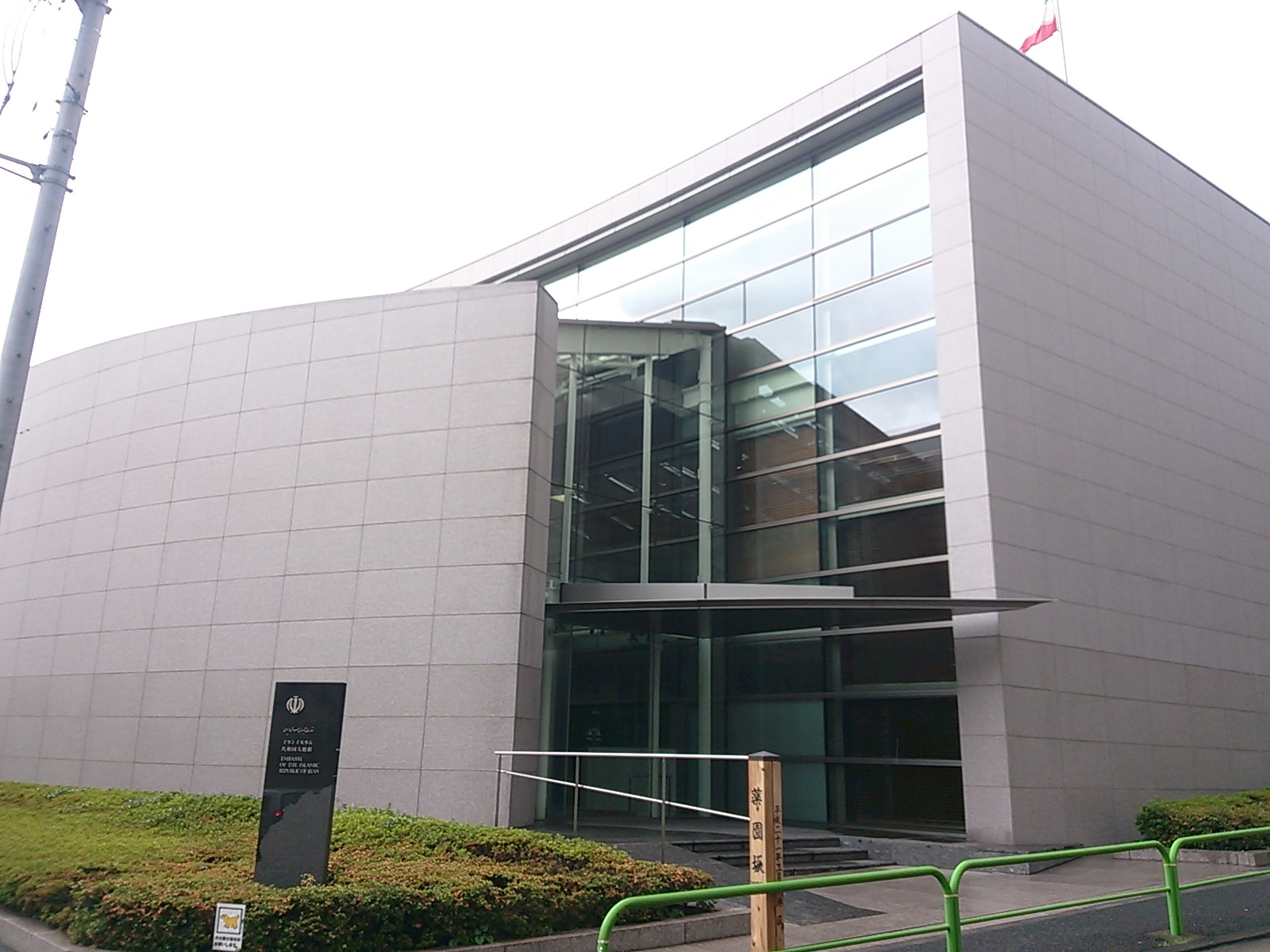
سفارت ایران در توکیو

در روابط ایران و ژاپن از بدو تأسیس تا به امروز، در روابط ایران و ژاپن از آغاز تا به امروز، همواره از دید اقتصادی، دارای اهمیت ویژه بوده‌است. از یک طرف ژاپن به نفت خام و بازار ایران نیاز دارد و از طرف دیگر ایران نیز ژاپن را همواره بازار عمدهٔ برای فروش نفت و تأمین کالاهای صنعتی و فناوری قلمداد نموده‌است. 
روابط بازرگانی بین دو کشور مخصوصاً از هنگام نخستین مرحله افزایش قیمت نفت خام در سال ۱۹۷۳، افزایش شدیدی نشان می‌دهد. به عنوان مثال در سال ۱۹۶۷، حجم روابط تجاری دو کشور فقط ۸/۶۰۵ میلیون دلار آمریکا بود که ۷۷ میلیون دلار آن مربوط به صادرات ژاپن به ایران و ۸/۵۲۸ میلیون دلار آن به واردات از ایران اختصاص داشت.
در سال ۱۹۷۷، ژاپن کالاهایی به ارزش ۹۳/۱ میلیارد دلار به ایران صادر نمود و متقابلاً ۲۴/۴ میلیارد دلار از ایران واردات داشت که بدین ترتیب، حجم روابط تجاری در مقایسه با سال ۱۹۶۷، یعنی حدوداً ده سال قبل از آن، ۱۰ برابر افزایش یافت.
پس از انقلاب ۱۳۵۷، حجم مبادلات تجاری بین دو کشور، گسترش چشمگیری یافت و در سال ۲۰۰۶ به مرز ۳/۱۲ میلیارد دلار رسید. در حال حاضر به دلیل تحریم‌های آمریکا حجم روابط تجاری بسیار اندک است.

## مقایسه دو کشور
|                    | ایران ایران                 | ژاپن ژاپن                     | تفاوت بین دو کشور                                         |
| ------------------ | --------------------------- | ----------------------------- | --------------------------------------------------------- |
| جمعیت              | ۷۹٬۱۰۰٬۰۰۰（۲۰۱۵）          | ۱۲۷٬۱۱۰٬۰۰۰ (۲۰۱۵)            | جمعیت ژاپن ۱٫۶ برابر ایران است                            |
|                    | ۱,۶۴۸,۱۹۵,۰۰۰ کیلومتر مربع  | ۳۷۷٬۹۷۲٬۰۰۰ کیلومتر مربع      | مساحت ایران چهار و نیم برابر ژاپن است                     |
| پایتخت             | تهران                       | توکیو                         |                                                           |
| بزرگترین شهر       | تهران                       | توکیو                         |                                                           |
| نظام سیاسی         | جمهوری ریاستی اسلامی        | پادشاهی مشروطه                |                                                           |
| زبان رسمی          | فارسی                       | ژاپنی                         |                                                           |
| دین رسمی           | اسلام (شیعه)                | رسمی ندارد                    |                                                           |
| تولید ناخالص داخلی | ۳۹۶,۹۱۵,۰۰۰,۰۰۰ دلار (۲۰۱۵) | ۴,۱۱۶,۲۴۲,۰۰۰,۰۰۰ دلار (۲۰۱۵) | تولید ناخالص داخلی ژاپن ده و نیم برابر بیشتر از ایران است |
| بودجه نظامی        | ۱۰,۲۶۵,۰۰۰,۰۰۰ دلار (۲۰۱۵)  | ۴۰,۹۰۰,۰۰۰,۰۰۰ دلار (۲۰۱۵)    | ژاپن چهار برابر بیشتر از ایران                            |

- مشخصات اقتصادی ژاپن:

1. تولید ناخالص داخلی: ۵ هزار میلیارد دلار(۵۴۸ هزار میلیارد ین)
2. سهم بخش کشاورزی از تولید ناخالص داخلی: ۱ درصد
3. سهم بخش صنعت از تولید ناخالص داخلی: ۲۹٫۷ درصد
4. سهم بخش خدمات از تولید ناخالص داخلی: ۶۹٫۳ درصد
5. سرانه تولید ناخالص داخلی: ۳۹,۲۹۳ دلار آمریکا
6. رتبه اقتصادی در دنیا: ۴
7. نرخ رشد اقتصادی: ۰٫۸ درصد
8. میزان ذخایر ارزی: ۱۲۷۰ تریلیون دلار
9. میزان بدهی خارجی: ۳ تریلیون دلار
10. عمده‌ترین تولیدات کشاورزی: سبزیجات، برنج، ماهی، ماکیان، میوه، لبنیات
11. عمده‌ترین تولیدات معدنی: ناچیز
12. عمده‌ترین تولیدات صنعتی: وسائل نقلیه، تجهیزات الکترونیک، ماشین آلات، فولاد و سایر فلزات، مواد شیمیایی، کشتی
13. سرمایه‌گذاری مستقیم خارجی: ۲۵ میلیارد دلار
14. نرخ بیکاری: ۲٫۹ درصد[۲۶]

وزارت اقتصاد، تجارت و صنعت، بانک مرکزی، اتاق بازرگانی، وزارت کشاورزی، جنگل‌داری و شیلات/گمرک مهمترین رکن اقتصادی ژاپن است. تمامی تصمیمات اقتصادی، صنعتی و تجاری در وزارت اقتصاد اتخاذ می‌گردد. از این رو تصمیم‌گیری در حوزه واردات، صادرات، ممنوعیت‌ها و نظارت‌های وارداتی در این وزارت‌خانه انجام می‌شود. بانک مرکزی بر سیاست‌های پولی متمرکز است و در موضوعات خارجی تابع تصمیمات وزارت اقتصاد است. اتاق بازرگانی به دلیل نقشی که شرکت‌های بزرگ و عمده در آن دارند از نفوذ بالایی در تصمیم‌گیری‌ها و سیاست‌های اقتصادی بر عهده دارد.

## روابط فرهنگی
موافقتنامه فرهنگی بین ایران و ژاپن در ۲۷ فروردین ماه سال ۱۳۳۶ به امضاء رسید و همچنان به قوت خود باقی است. درچارچوب این موافقنامه، دولت ژاپن همه ساله تعداد ۱۱ بورس تحصیلی در مقاطع دکترا و فوق لیسانس به ایران اهداء می‌نماید. همچنین بورس کوتاه مدت از طریق آژانس همکارای‌های خارجی ژاپن (جایکا)، انجمن بورسیه‌های فنی و غیره در اختیار کارشناسان ایرانی قرار گرفت.

## سفرهای مقامات مهم دو کشور

### دوره پهلوی (۱۹۲۵–۱۹۷۹)
در ژوئن ۱۹۵۷، خواهر شاه ایران، فاطمه پهلوی و همسرش از ژاپن دیدن کردند. در اردیبهشت ۱۳۳۷، برادر شاه، غلامرضا پهلوی از ژاپن دیدن کرد و سپس محمدرضا پهلوی به عنوان میهمان دولتی از ژاپن دیدن کرد. پس از آن، نظام سلطنتی در سال ۱۹۷۹ سرنگون شد، بنابراین این آخرین دیدار خاندان سلطنتی ایران در تاریخ بود. همچنین از آنجایی که رهبر جمهوری اسلامی ایران، هرگز به ژاپن سفر نکرده‌است، سفر شاه به ژاپن در سال ۱۹۵۸، آخرین سفر رهبر ایران است. در اکتبر ۱۹۷۱، شاهزاده یوریکو میکاسا برای دوهزار و پانصدمین سالگرد تأسیس شاهنشاهی ایران از ایران دیدن کرد. از آن زمان تا کنون خانواده سلطنتی ژاپن هرگز به ایران سفر نکرده‌اند، بنابراین این آخرین مورد از سفر خانواده سلطنتی ژاپن به ایران است. در سپتامبر ۱۹۷۸، نخست‌وزیر تاکئو فوکودا از ایران بازدید کرد. این آخرین سفر نخست‌وزیر ژاپن به ایران در دوره پهلوی بود زیرا انقلاب در بهمن ماه سال بعد رخ داد و خاندان پهلوی سقوط کرد.

### دوره جمهوری اسلامی ایران (۱۹۸۰–تاکنون)
در مهر ۱۳۵۸، ماسومی اسکی وزیر تجارت و صنعت بین‌المللی برای اولین بار پس از انقلاب به عنوان وزیر ژاپن به ایران سفر کرد. در آگوست ۱۹۸۳، شینتارو آبه، پس از انقلاب برای اولین بار به عنوان وزیر امور خارجه ژاپن به ایران سفر کرد. در فروردین ۱۳۶۳، علی اکبر ولایتی وزیر امور خارجه برای اولین بار به عنوان وزیر جمهوری اسلامی ایران پس از انقلاب به ژاپن سفر کرد.
سال ۱۹۸۹ هم در ژاپن و هم در ایران سال غم و اندوه بود، زمانی که امپراتور شووا در ژانویه درگذشت و روح‌الله خمینی نیز در ژوئن رحلت نمود. در فوریه همان سال، مصطفی میرسلیم، معاون رئیس‌جمهور برای برگزاری مراسم یادبود با عزاداری از ژاپن دیدن کرد. در ژوئیه همان سال، ماسایوکی فوجیو رئیس سیاسی حزب لیبرال دموکرات، به منظور تسلیت برای خمینی، رهبر جمهوری اسلامی ایران که ماه قبل درگذشت، به ایران سفر کرد. علاوه بر این، معیری مشاور رئیس‌جمهور، برای تاجگذاری امپراتور آکی‌هیتو در سال ۱۹۹۰ از ژاپن دیدن کرد.
در اکتبر ۲۰۰۰، سید محمد خاتمی، رئیس‌جمهور ایران، از ژاپن دیدن کرد. این اولین سفر یکی از رهبران ایران به ژاپن پس از انقلاب بود و این اولین سفر یکی از رهبران ایران به ژاپن در ۴۲ سال پس از سفر شاه به ژاپن در سال ۱۹۵۸ از جمله خاندان پهلوی بود.
در آگوست ۲۰۰۴، ریوتارو هاشیموتو، نخست‌وزیر سابق، پس از انقلاب برای اولین بار به عنوان نخست‌وزیر سابق ژاپن از ایران دیدن کرد. در آوریل ۲۰۱۲، نخست‌وزیر سابق یوکیو هاتویاما از ایران بازدید کرد. در دوران هیسه (ژانویه ۱۹۸۹ تا آوریل ۲۰۱۹)، نخست‌وزیر فعلی ژاپن هرگز به ایران سفر نکرد.
در ژوئن ۲۰۱۹، شینزو آبه، اولین نخست‌وزیر فعلی بود که به ایران پس از انقلاب سفر کرد و در آنجا با حسن روحانی، رئیس جمهوری اسلامی ایران و سید علی خامنه‌ای، رهبر جمهوری اسلامی ایران نیز دیدار کرد. این اولین بار است که نخست‌وزیر فعلی با رهبر دیدار می‌کند. علاوه بر این، خود آبه، پدرش، شینتارو آبه را در سفرش به ایران در دوران وزیر امور خارجه‌اش همراهی کرد و با خامنه‌ای که در آن زمان رئیس‌جمهور بود، دیدار کرد.
پس از انتخابات ریاست‌جمهوری سال ‎‌ ۱۳۹۲ و انتخاب روحانی، کومورا معاون (حزبی) نخست‌وزیر همراه با پیام کتبی به عنوان فرستاده ویژه نخست‌وزیر در شهریورماه سال ۱۳۹۲ به ایران اعزام شد. متعاقب آن، آبه نخست‌وزیر ژاپن با حسن روحانی در حاشیه مجمع عمومی سازمان ملل ملاقات کرد. در آذرماه سال ۱۳۹۵، ظریف وزیر امور خارجه ایران در راس هیئت سیاسی – اقتصادی به توکیو سفر کرد و ضمن دیدار با مقامات عالی ژاپن از جمله نخست‌وزیر در خصوص تحکیم و توسعه مناسبات دو کشور تبادل نظر کردند. در مجموع بین سال‌های ۱۳۹۷–۱۳۹۲ سران دو کشور هشت بار با یکدیگر دیدار داشته‌اند و وزاری امور خارجه نیز ۹ بار با هم ملاقات کردند. چهارمین نشست کارگروه همکاری‌های اقتصادی و سومین نشست کارگروه همکاری‌های فرهنگی – ورزشی در سطح روسای ادارات وزارت امور خارجه دو کشور طی روزهای ۲۶–۲۵ اردیبهشت در توکیو برگزار گردید؛ اما مهمترین واقعه در روابط دو کشور، سفر شینزو آبه، نخست‌وزیر ژاپن به ایران در تاریخ ۲۳–۲۲ خرداد ماه بود. این سفر که اولین سفر نخست‌وزیر ژاپن پس از وقوع انقلاب اسلامی ایران بود، از اهمیت بالایی برخوردار بود و به منزله نقطه عطفی در روابط دو کشور در نظر گرفته می‌شد.
حسن روحانی، رئیس‌جمهور وقت ایران و هیئت همراه در تاریخ ۳۰–۲۹ آذر ماه و پس از گذشت ۱۹ سال به ژاپن سفر و مورد استقبال شینزو آبه، نخست‌وزیر ژاپن قرار گرفتند.
با انجام این سفر، روسای دو کشور در سال ۱۳۹۸ و ظرف ۶ ماه ۳ بار با یکدیگر در تهران، نیویورک و توکیو دیدار نمودند که در تاریخ روابط دو کشور بی‌سابقه می‌باشد. در تاریخ ۲۱ خرداد ۱۳۹۹، بیست و نهمین نشست کمیته مشورتی سیاسی معاونین وزرای امور خارجه دو کشور به ریاست عراقچی، معاون سیاسی وزیر امورخارجه و موری، معاون ارشد وزیر امور خارجه ژاپن و با حضور سفرای دو کشور، بصورت ویدئو کنفرانس برگزار شد.

## همکاری‌های ورزشی
در تاریخ دوم دی ماه ۱۳۹۹، مراسم امضای تفاهم‌نامه همکاری در زمینه ورزش بین وزارت ورزش جمهوری اسلامی ایران و ژاپن توسط وزرای ورزش دو کشور مسعود سلطانی فر و هاگی اودا کوئوایچی و با حضور سفرای دو کشور به صورت برخط برگزار شد. همکاری‌های ورزشی بین دو کشور از قبل از انقلاب وجود داشته و دو کشور هئیت‌های ورزشی فراوانی تبادل کرده‌اند ایران در المپیک ۱۹۶۴ و ایران در بازی‌های المپیک تابستانی ۲۰۲۰ و ایران در بازی‌های پارالمپیک تابستانی ۲۰۲۰ حضور فعالی داشته‌است. در این تفاهم‌نامه آمده‌است که طرفین به ارتقای همکاری در تمامی امور ورزشی متعهد خواهند بود و به یکدیگر در توسعه و بهبود همکاری‌ها در زمینه ورزش بر مبنای منافع مشترک مساعدت خواهند کرد.

## روابط رسانه‌ای
در ژوئیه ۱۹۹۱ در زمان ریاست محمد هاشمی بر سازمان صدا و سیما بین سازمان صدا و سیما و شبکه ملی رادیو و تلویزیون ان‌اچ‌کی، تفاهم‌نامه رسانه‌ای امضا شد که تا زمانیکه یکی از دو طرف خواستار پایان آن نشود، دارای اعتبار اجرایی است. فهرست روزنامه‌های ژاپن زیاد است با شمارگانی حدود ۷۳ میلیون نسخه در روز، یکی از پرتیراژترین روزنامه‌های دنیا هستند. در سرتاسر ژاپن علاوه بر روزنامه‌های محلی و منطقه‌ای، ۱۱۵ روزنامه سراسری چاپ می‌شود که معروف‌ترین آنها روزنامه‌های یومیوری شیمبون، آساهی شیمبون، ماینیچی شینبون، نیهون کیزایی شیمبون و سانکی شیمبون هستند. این پنج روزنامه به تنهایی ۵۰ درصد شمارگان کل روزنامه‌های ژاپن را دارا هستند. شمارگان بالای روزنامه‌های ژاپنی، سبب شد این کشور بعد از نروژ که شمارگان روزنامه در آن به ازای هر ۱۰۰۰ نفر ۵۹۸ نسخه است، با ۵۸۰ نسخه روزنامه به ازای هر هزار نفر، رتبه دوم را در جهان داشته باشد. در مجموع در ژاپن ۷۶۷ عنوان مجله اعم از هفته‌نامه، ماهنامه و فصلنامه به‌طور سراسری منتشر می‌شود. مهمترین این هفته‌نامه‌ها، شونن ماگزین و شونن جامپ هستند که شمارگان آنها بین ۳.۵ تا ۴ میلیون نسخه در نوسان است. به‌طور کلی مجلات ژاپن به دلیل توجه به چاپ داستان‌های سریالی دارای شمارگان بالایی هستند. یومیوری ویکلی، هفته‌نامه آساهی، ساندی ماینیچی و مجله ایرا (متعلق به روزنامه آساهی) از مجلات معروف ژاپن هستند.

## تلویزیون
در ژاپن، هفت شبکه تلویزیونی ملی وجود دارد - دو شبکه متعلق به پخش عمومی ملی ان‌اچ‌کی و پنج ایستگاه کلیدی تجاری ملی. اگرچه برخی از نام‌های شبکه نشان داده شده در زیر فقط برای برنامه‌های خبری استفاده می‌شوند، سازمان‌های مربوطه نیز برنامه‌های متنوع دیگری را در اکثر ایستگاه‌های مشابه توزیع می‌کنند.

### رادیو ژاپنی
در سال ۱۳۷۵، راه‌اندازی رادیو به زبان ژاپنی در معاونت برون‌مرزی سازمان صدا و سیما مورد موافقت قرار گرفت. در ۳۰ تیر ۱۳۷۸، این رادیو بنیاد گذاشته شد. رادیو ژاپنی با هدف تعامل فرهنگی ایران و ژاپن، آشناسازی مردم ژاپن با ایران و فرهنگ ایرانی و اسلامی و نیز پاسخ به پرسش‌های ژاپنی‌ها از ایران و اسلام راه‌اندازی شده‌است. مدیران رادیو ژاپنی از آغاز تا کنون:
- فربود شکوهی (۱۳۷۵ تا ۱۳۷۶)
- ناصر جلالیان (۱۳۷۶ تا ۱۳۸۲)
- ولی‌الله قرقانی (۱۳۸۳ تا کنون)

در دومین جشنواره تولیدات اتحادیه رادیو و تلویزیون‌های اسلامی در سال ۱۳۹۰ برنامه «از هیروشیما تا سردشت» از رادیو ژاپنی، جایزه بهترین مستند رادیویی را دریافت کرد. به موازات افزایش پخش رادیویی، رادیو ژاپنی وبگاه خود را نیز به آدرس japanese.irib.ir راه‌اندازی کرد که محتوا و فعالیت این دامنه با گشایش سایت ParsToday تماماً به این سایت منتقل شد. در این وبگاه، به غیر از اخبار گوناگون، محتوای چندرسانه‌ای منتشر می‌شود. وبگاه رادیو ژاپنی روزانه در چند نوبت بروزرسانی می‌شود. رادیو ژاپنی در شبکه‌های اجتماعی فیس‌بوک، اینستاگرام، اکس و یوتیوب نیز فعال است.

## موسسات علمی و مطالعاتی ژاپن
دز ژاپن بیش از ۱۵۰ اتاق فکر وجود دارد که به کارهای مطالعاتی و تحقیقانی مشغول هستند. قابل توجه است که این اتاق‌های فکر نقش مهمی در ژاپن دارند و کمک‌های فکری به دولت و مراکز تصمیم‌گیر می‌دهند و اکثر بودجه این مراکز از مراکز خیریه تأمین می‌گردد. بسیاری از شرکت‌های بزرگ در ژاپن مرکز تحقیقات و اتاق فکر خویش را مدیریت می‌کنند.

## تاریخچه ایران‌شناسی در ژاپن از آراکی تاتسونئو کورویاناگی
بی‌شک در سراسر سده بیستم میلادی، ژاپنی‌ها در شناسایی پژوهشی، تحلیلی و بی‌واسطه (میدانی، کتابخانه‌ای) تمدن‌ها، فرهنگ‌ها، زبان‌ها و کشورهای دیگر دقت و کوشایی خاص و گاه وصف‌ناپذیری داشته‌اند. رشد و گسترش دیگر شناسی ژاپنی‌ها، به‌ویژه در نیمه دوم این سده، در توازی با رشد و گسترش جهش‌وار اقتصادی و فن‌آوری این کشور قرار گرفته و در سده بعد هم تداوم یافته‌است. این نکته، به‌وضوح در حوزه ایران‌پژوهی هم دیده می‌شود. براساس کتاب‌شناسی کینجی ئه‌اورا (۲۰۱۰ م) از دهه سوم سده بیستم میلادی تا پایان دهه نخست سده بعد، دست کم ۳۸۲ ژاپنی، چه به صورت رشته اصلی، چه به صورت رشته فرعی و چه به صورت میان رشته‌ای در این حوزه آثاری به زبان ژاپنی پدیدآورده‌اند.

## تعدادی از ژاپن‌شناسان ایرانی و کسانیکه مدال امپراتور گرفته‌اند
- هاشم رجب‌زاده
- پری‌یوش گنجی
- نعمت حسنی
- سلیمان مهدی‌زاده
- شهره گلپریان[۳۶]

- محمد نقی‌زاده[۳۷]

## برخی کتاب‌ها
1. پروفسور ئه ایجی ایموتو؛ آسوکا و پارس؛ ترجمه ذاکری؛ ۱۳۸۸

1. پروفسور ئه ایجی ایموتو؛ نگاهی به رسم اورابون از دیگاه فرهنگ ایران؛ ترجمه‌هاشم رجب زاده در ایرانشناسی؛ سال اول، ش ۴، ص ۴۶٫۷۴۱
2. فربود شکوهی؛ اتوبوس ژاپنی - خاطرات ژاپنی‌های از ایران و ایرانیان؛ انتشارات اردی بهشت؛ ۱۳۹۲
3. هاشم رجب‌زاده؛ جُستارهایی در قلمرو ایران‌شناسی؛ تهران؛ بنیاد موقوفات محمود افشار یزدی؛ چاپ اول ۱۳۸۶
4. هاشم رجب‌زاده؛ ایران‌شناسی در ژاپن؛ مرکز دائرةالمعارف بزرگ اسلامی؛ تهران؛ ۱۳۸۹[۳۸]

## نظرسنجی بی‌بی‌سی
بر اساس نظرسنجی سرویس جهانی بی‌بی‌سی در سال ۲۰۱۲، تنها ۴٪ مردم ژاپن تأثیر ایران در کشورشان را مثبت می‌بینند و ۵۲٪ دید منفی به این مسئله دارند. نظرسنجی جهانی نگرش پیو سال ۲۰۱۲ توسط مرکز تحقیقات پیو نشان می‌دهد که تنها ۱۵٪ از مردم ژاپن به ایران به دید مثبت نگاه می‌کنند و ۷۶٪ نظر منفی دارند، ۹۴٪ ژاپنی‌ها با دستیابی ایرانی به سلاح هسته‌ای مخالف هستند و ۶۱٪ از آنها با تحریم این کشور موافقند. این نظرسنجی ادامه می‌دهد که ۴۰٪ از مردم ژاپن از حمله نظامی به ایران برای جلوگیری از دستیابی جمهوری اسلامی به سلاح هسته‌ای حمایت می‌کنند.